# Quartet de corda núm. 2 (Langgaard)
El Quartet de corda núm. 2 en re menor, Bortkørende Tog (El tren desapareixent), BVN 145, va ser escrit per Rued Langgaard entre el gener i el febrer de 1918 i es va interpretar per primera vegada a la Reial Acadèmia Danesa de Música el 1919. El 1931 el va revisar.

## Moviments
- I. Bortdragende Stormskyer (Tempestes que es retiren): Allegro focoso - Allegro ma non troppo - Allegro focoso - Agitato - Piii mosso - Poco lento - Allegro ma non troppo - Allegro focoso - Grave - Poco a poco adagio.
- II. Bortkørende Tog (Passa el tren): Poco moderato - Presto - Poco moderato - Presto impetuoso.2:18
- III. Skumrende Landskab (Paisatge al crepuscle): Andante pastorale - Con poco moto - Fiero alla zingaresa - Andante pastorale - Con poco moto - Andante

## Origen i context
Va formar part de quatre concerts en els quals Langgaard va presentar una selecció de les seves cançons i música de cambra. Un crític va escriure sobre el segon moviment del Segon Quartet que «s'estava apropant a l'abús de la música». El Quartet es va interpretar quatre vegades en vida de Langgaard i són poques les obres de cambra que es van interpretar tan sovint com aquesta.
El segon moviment evoca el maquinisme musical de l'entreguerres amb la representació d'un tren de vapor avançant sobre els raïls. Cinc anys després l'imitaria el famós Pacific 231 de Honegger. En canvi, Hans Christian Lumbye, l'Strauss del Nord, el va precedir amb el galop El ferrocarril de vapor.

## Recepció
L'estil atrevit i agressiu de l'obra no va ser ben acollit entre els crítics musicals, però va deixar una empremta destacada en els ambients de música avantguardista. Això es va confirmar amb una nova interpretació l'any 1922 a la Societat de Joves Compositors, una institució que fomentava l'interès per la música contemporània. Posteriorment, Langgaard va realitzar una lleugera revisió de l'obra el 1931, i aquesta versió revisada va ser interpretada per ràdio el 1938 pel Quartet Gerhard Rafn.